# Joe Mondragon
Joseph Mondragon (Antonito, California, 2 de febrero de 1920 - julio de 1987), de origen indio estadounidense, se formó de manera autodidacta. Tras tocar en diversas orquestas de la zona de Los Ángeles, entró a formar parte de la big band de Woody Herman en 1946. Tras un periodo tocando en grupos de corte comercial, se convierte a comienzos de la década de 1950 en uno de los acompañantes indispensables de la escena de la Costa Oeste, tocando con Gerry Mulligan, Shelly Manne, Shorty Rogers y caso todos los músicos del estilo. Se convierte también en un reputado músico de estudio.
Algunos autores consideran a Mondragon, junto con Red Mitchell, uno de los contrabajistas más influyentes en la historia del jazz.